# Proconsul
In het Romeinse Rijk was een proconsul een magistraat die consul geweest was. De senaat benoemde deze ex-consuls vaak tot gouverneurs van een provincia. Deze proconsuls verrijkten zich vaak schaamteloos ten koste van de plaatselijke bevolking. Ze mochten ook legioenen aanvoeren, totdat Gaius Iulius Caesar Octavianus (Augustus) deze allemaal zelf cumuleerde en delegeerde aan legati Augusti pro praetore.